# 羅絲·萊克
羅絲·加娜·豐班·萊克（法語：Rose Gana Fomban Leke，1947年2月13日—），是喀麥隆瘧疾學家，現為雅温得第一大学免疫學與寄生蟲學榮譽教授。

## 早年與教育
羅絲·萊克生于昆博，在童年時期多次罹患瘧疾。他在6歲時治療肺膿瘍的經歷，成為他對醫學產生興趣的契機。在父母的協助下，她於1966年前往美國印第安納州聖瑪麗伍茲學院攻讀大學課程，隨後前往伊利诺伊大学厄巴纳-香槟分校。1979年，她在蒙特婁大學完成博士論文，題為《鼠瘧原蟲：慢性、劇烈與自限性感染》（Murine plasmodia: chronic, virulent and self-limiting infections）。

## 研究
羅絲·萊克的研究重點為妊娠相關瘧疾，即胎盤受到瘧原蟲感染，進而影響孕婦的免疫系统，並可能導致致命併發症。她與戴安娜·泰勒（Diana Taylor）長期合作，與其他研究人員於2018年共同發表一項研究，指出懷孕期間寄生蟲數量增加會使胎兒在日後對瘧疾感染具有更佳的防護力，並推測孕婦若感染輕度瘧疾，可能會讓胎兒產生更強的抵抗力。

## 獎項與榮譽
他活躍於多個免疫學與瘧疾研究的組織，她創立了喀麥隆抗瘧聯盟（Cameroon Coalition Against Malaria, CCAM），推動政府正視並介入瘧疾問題。
她曾於1997至2001年擔任非洲免疫學學會聯盟（Federation of African Immunological Societies）主席，並於 1998 至 2004 年期間擔任国际免疫学会联合会理事會成員。2002 年，喀麥隆總統任命她為國家醫學研究院董事會主席。
2011年，她獲得由非洲联盟頒發的「克瓦米·恩克魯瑪女性科學獎」，與其他五位女性共同獲獎。2015 年，她被選為美國熱帶醫學與衛生學會國際榮譽會員，並創立「促進女性健康研究高等機構聯盟」（Higher Institute for Growth in Health Research for Women Consortium），致力於支持喀麥隆女性科學家從事健康相關研究。
在2018年第71屆世界衛生大會期間，她與其他九位女性共同獲得GE医疗及「全球健康女性行動」頒發的「健康女英雄」獎項，以表彰她們對全球醫療服務的重大貢獻。2019 年，喀麥隆醫療委員會正式授予她「喀麥隆醫學界母后」（Queen Mother of the Cameroon Medical Community）的頭銜。此外，她亦曾活躍於世界卫生组织抗瘧政策顧問委員會，以及《國際衛生條例》根除脊髓灰质炎计划委員會之中。
2024年，他獲得世界杰出女科学家成就奖，聯合國教科文組織稱他對非洲乃至全世界的公共衛生有著深遠影響。